# Imus
Imus – miasto w Filipinach w regionie CALABARZON, na wyspie Luzon.
W 2010 roku liczyło 301 624 mieszkańców.